# Cryptoténie du Canada
Ne doit pas être confondu avec une Perilla parfois aussi nommée persil japonais (Perilla nankinensis).
Espèce
Classification phylogénétique
La cryptoténie du Canada, Cryptotaenia canadensis, est une espèce de plantes à fleurs de la famille des Apiaceae. C'est une petite plante herbacée des sous-bois du nord-est américain (présente au centre du Québec) où elle est employée comme aromatique potagère en guise de cerfeuil. Elle a été signalée (2021) à l'état sauvage en Colombie. Son cultivar asiatique est connu sous son nom japonais: mitsuba. 

## Dénomination
En anglais: wild chervil (cerfeuil sauvage), canadian honewort. 

## Phylogénie
Le nom accepté et usuel est Cryptotaenia canadensis (L.) DC De Cadolle l'a publié dans Coll. Mem. 5: 42, et Prod. 4: 119. en 1829. Elle est considérée comme une espèce synonyme de Cryptotaenia japonica Hassk. 1856. Cryptotaenia du grec κρυπτός (kryptós) caché et ταινία (tainía) lanière, à cause de ses tubes oléifères cachés dans les fruits est un genre présent dans des refuges écologiques sub-arctiques et tempérés. C. canadensis et C. japonica (tribu des Oenantheae), sont des populations qui ont été isolées pendant les âges géologiques entre l'est de l'Amérique du Nord et l'est de l'Asie sans donner lieu à une spéciation, elles sont qualifiées d'espèces sœurs (par K. Spalik et S. R. Downie (2007). Les auteurs trouvent une proximité génétique avec Tiedemannia filiformis subsp. greenmanii présente aux sud des USA après une divergence qui a donné la Ciguë aquatique.

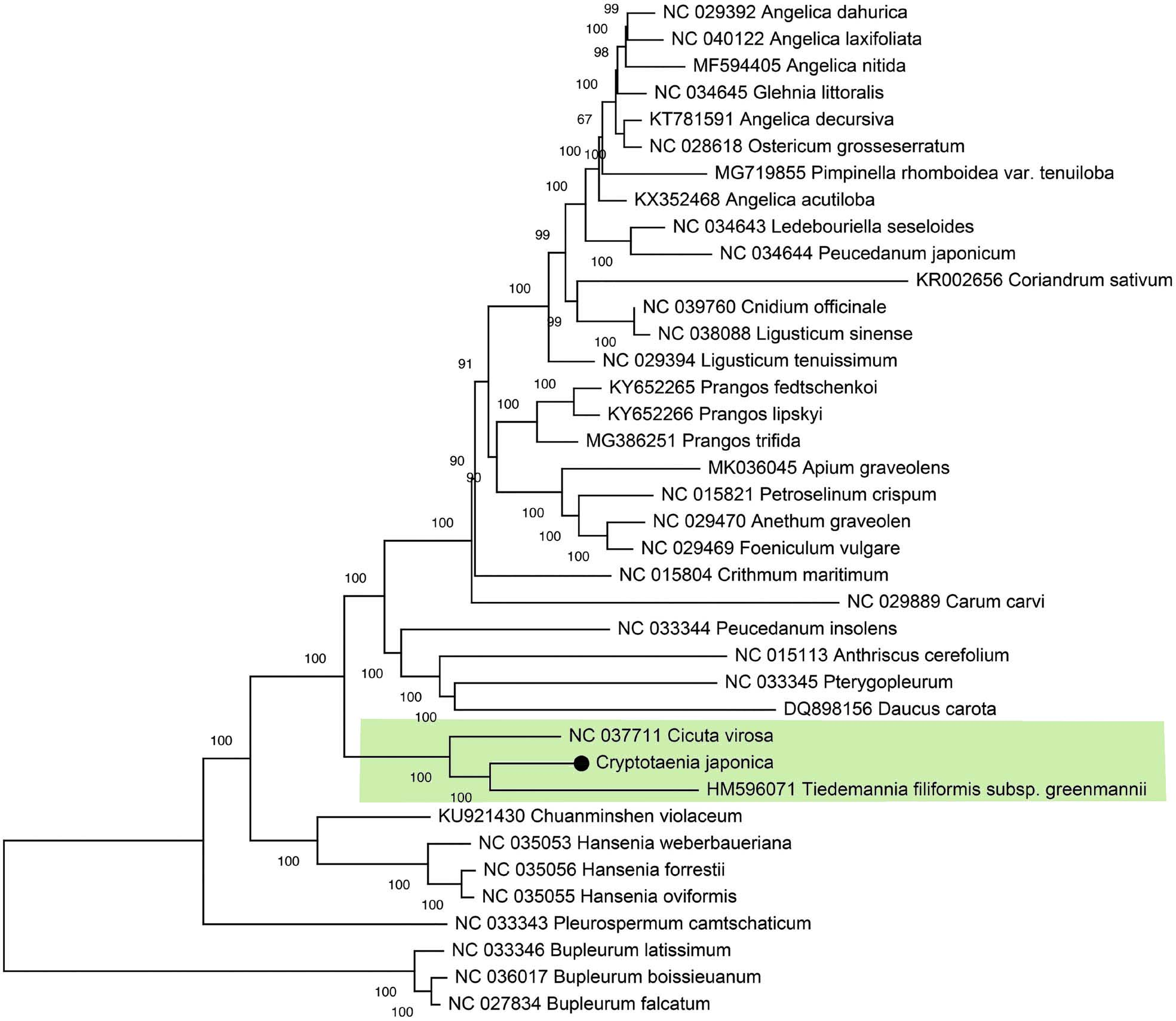
Dans cette phylogénie les auteurs (chinois) indiquent que les espèces C. canadensis et C. japonensis «se ressemblent étroitement», ils ne les distinguent pas.

Ces deux plantes (ou cette même plante) sont les seules du genre utilisées en cuisine et en ethnopharmacie. Une analyse de la valeur nutritive de C. japonica Hassk., C. japonica var. atropurpurea et C. canadensis (2014) ne montre pas de différences de composition au-delà des dispersions statistiques normales, les auteurs notent que la valeur nutritive des 3 plantes, tiges et feuilles, est supérieure aux légumes courants. 

## Utilisation

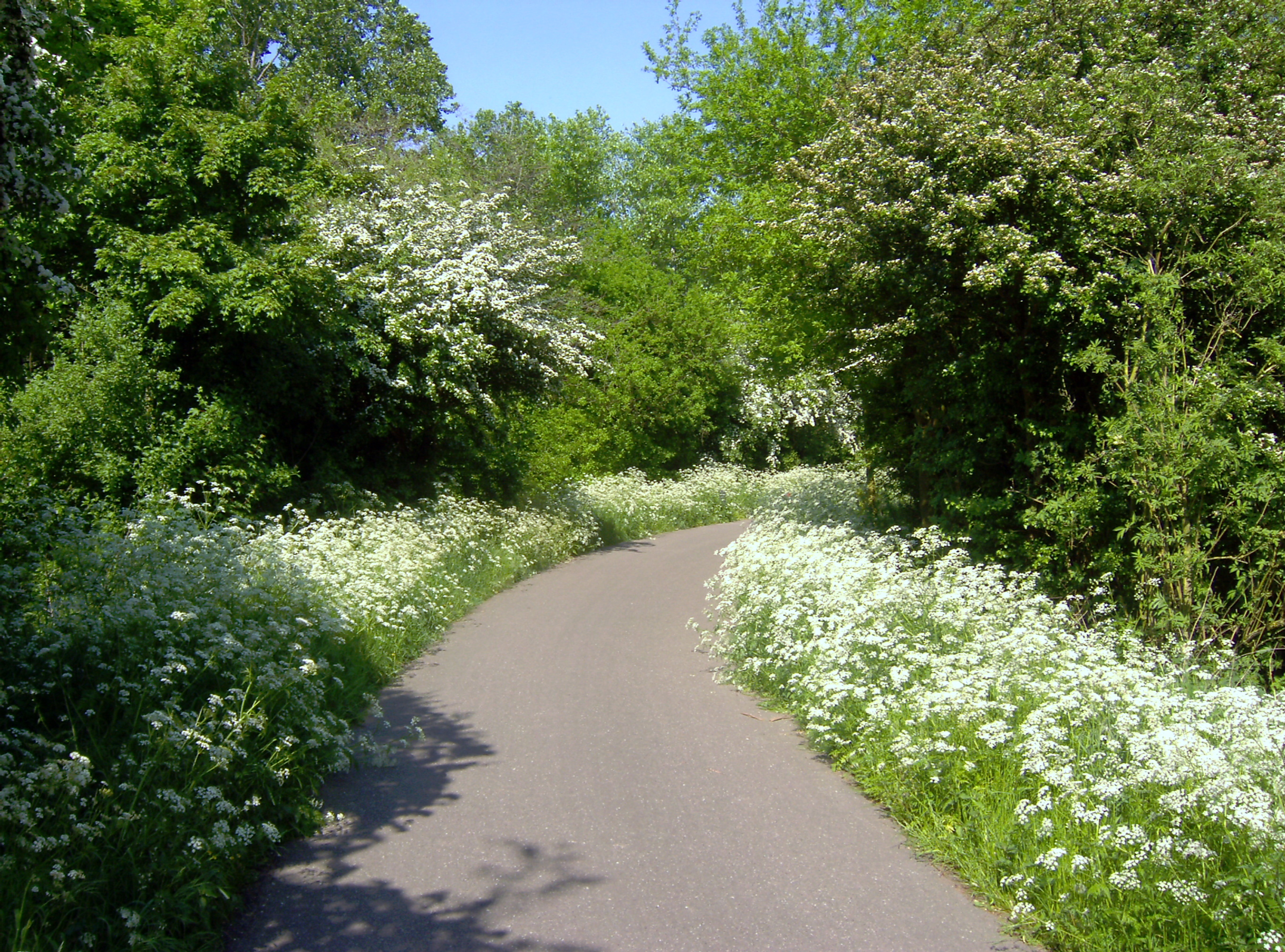
Utilisation en plante de bordure.

### Culinaire
En Amérique du Nord, elle était consommée par les peuples premiers. Le naturaliste suédois Peter Kalm écrit que «les Canadiens français en raffolaient démesurément dans la soupe». Elle est toujours récoltée en Amérique du Nord en 1997 au printemps pour la soupe, les tiges, les feuilles et les fleurs cuites s'utilisent en fines herbes, dans les salades, la racine bouillie 20 min se mange comme le panais. Les graines parfument le pain, les gâteaux et les tiges confites au sucre.

### Valeur décorative

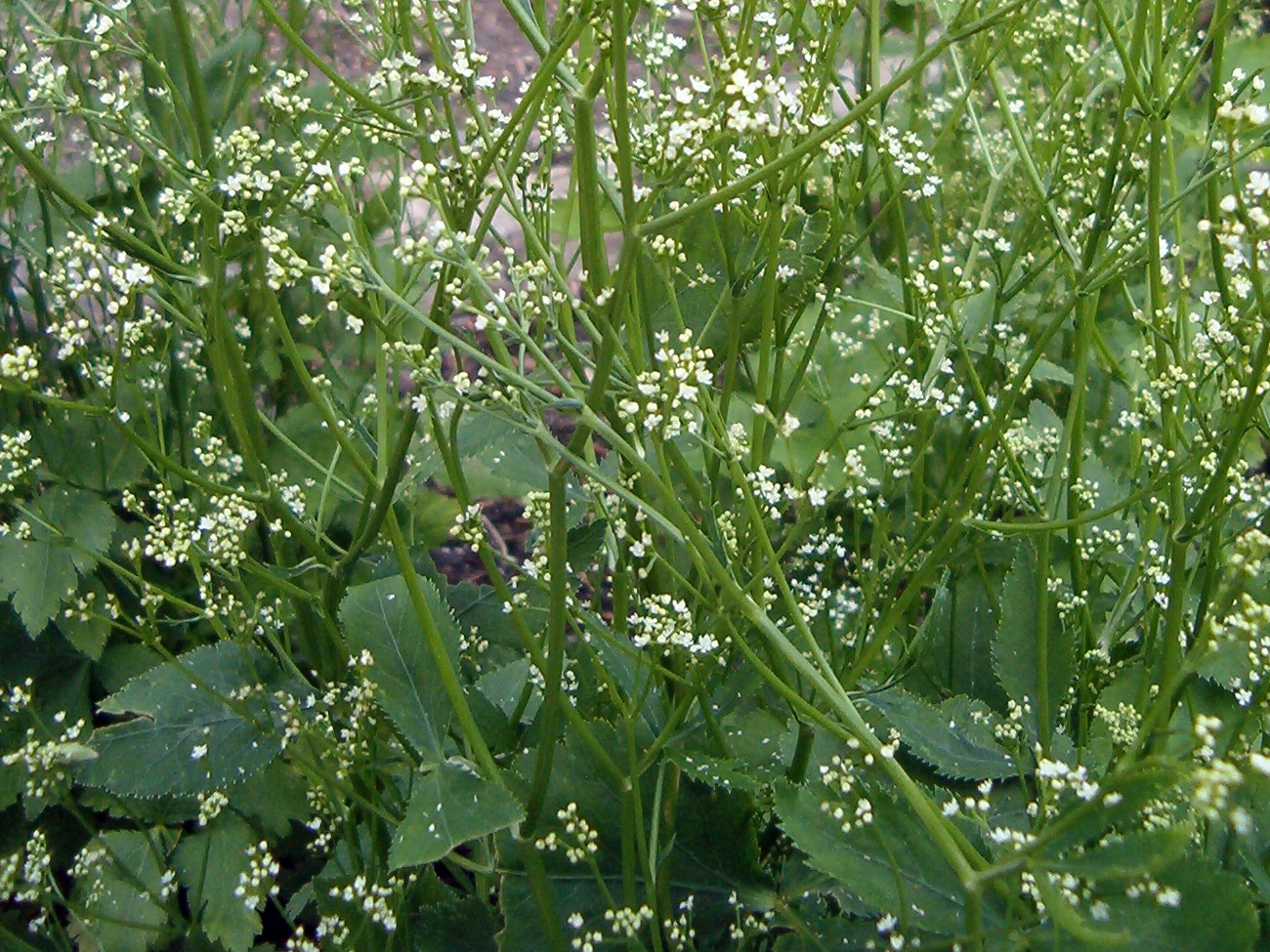
finesse de la floraison.

La beauté de cette grande plante élancée, le long des ruisseaux, est décrite dès 1859. E. J. Hill (1891) est attiré par le bruit que font le graines de C. canadensis en tombant sur des feuilles mortes lors d'un de ses promenades autour de Chicago, il publie une étude montrant la violence et le mécanisme de l'expulsion des graines - à plus d'un mètre - sous l'effet d'un choc et la singularité de ce mode de dispersion chez les ombellifères. La singularité des parois carpellaires avait été notée en 1887. 
C. canadensis f. atropurpurea (Makino) Yonek. synonyme de C. japanensis atropurpurea, Mitsuba pourpre, ムラザキ ミツバ (Murasaki-mitsuba) est une ornementale appréciée pour sa belle couleur pourpre. Elle est comestible, sont gout comparable à la verte, elle est rustique mais a besoin d'eau.